# Куявия
Куявия (на полски: Kujawy; на немски: Kujawien) е историческа област в Централна Полша. Столица е град Влоцлавек.

## География
Областта се намира в географския макрорегион Великополска езерна област. Разположена е в басейна на средна Висла. Обхваща земи от Куявско-Поморското войводство, както и малки части от Великополското и Мазовецкото войводства. На север граничи с Померелия, на североизток с Добжинската и Хелминската земи, на изток с Мазовия, на юг и запад с Великополша.

## Етимология
Според езиковеда Станислав Роспонд името на областта произлиза от думите куи (kui), куяти (kuiati), които означават вятър (хала), това е свързано с географските особености на областта. Куявия е равнинна земя изложена на въздействието на вятъра. Името Куявия се среща за първи път в Гнезненската була от 1136 година.

## Етнография
Областта е населена от полската етнографска група куявяни.

## Градове
- Бидгошч
- Влоцлавек
- Иновроцлав
- Бжешч Куявски
- Александров Куявски
- Раджейов
- Крушвица

## Фотогалерия
- Река Висла при Влоцлавек
- Великополска езерна област
- Брдовске езеро
- Бидгошч
- Влоцлавек

## Външни предпратки
- Туризъм в Куявия